# Szalkszentmárton
Szalkszentmárton – wieś i gmina w środkowej części Węgier, w pobliżu miasta Kunszentmiklós. Gmina liczy 2879 mieszkańców (styczeń 2011) i zajmuje obszar 82,08 km².

## Położenie
Miejscowość leży na obszarze Wielkiej Niziny Węgierskiej, w komitacie Bács-Kiskun, w powiecie Kunszentmiklós.